# Drakbåts-VM för landslag 2013

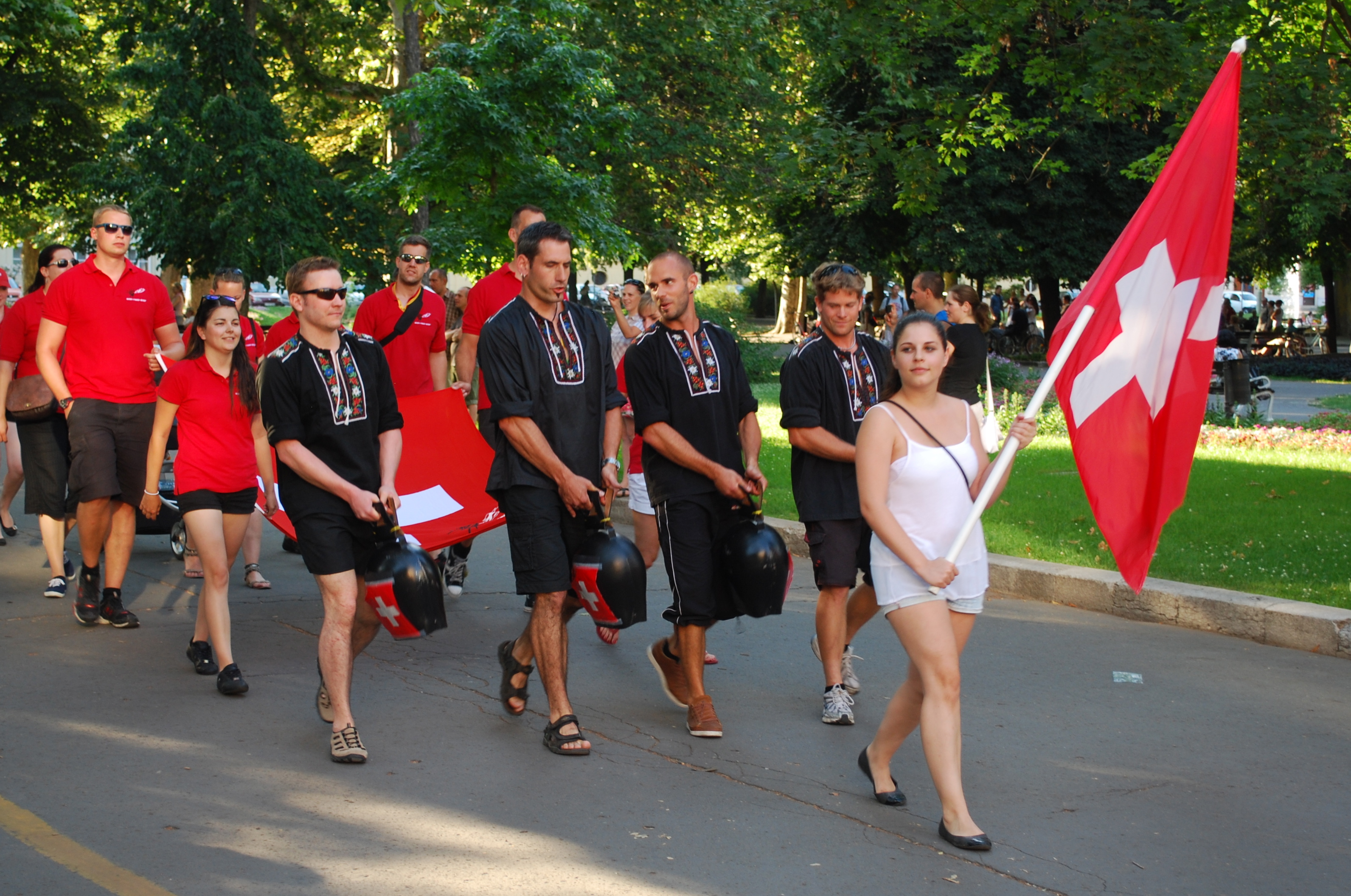
Det schweiziska landslaget under invigningen.

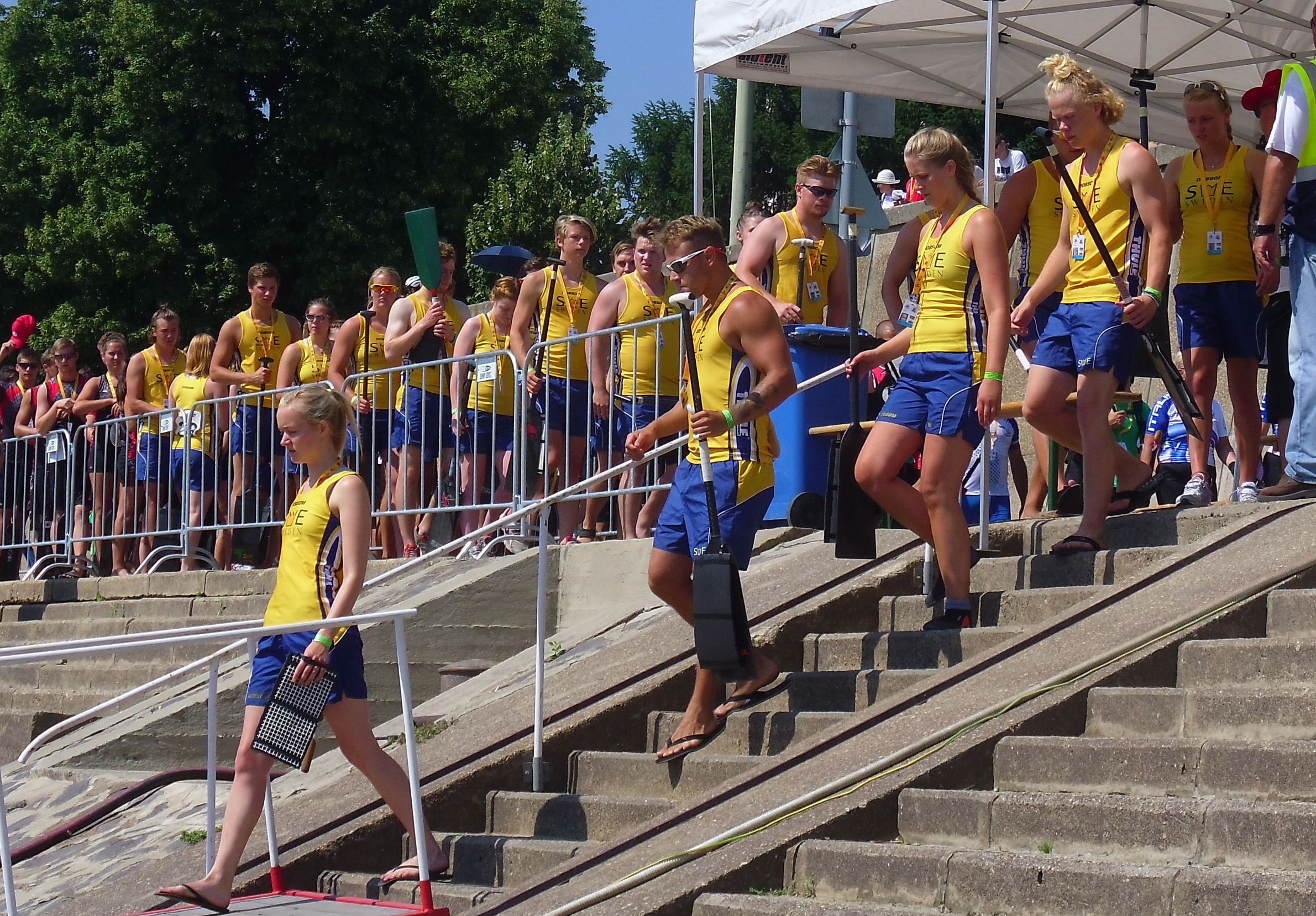
2 000 meters-loppen gick på floden i Szeged. Svenska U24-landslaget på väg ner i båtarna.

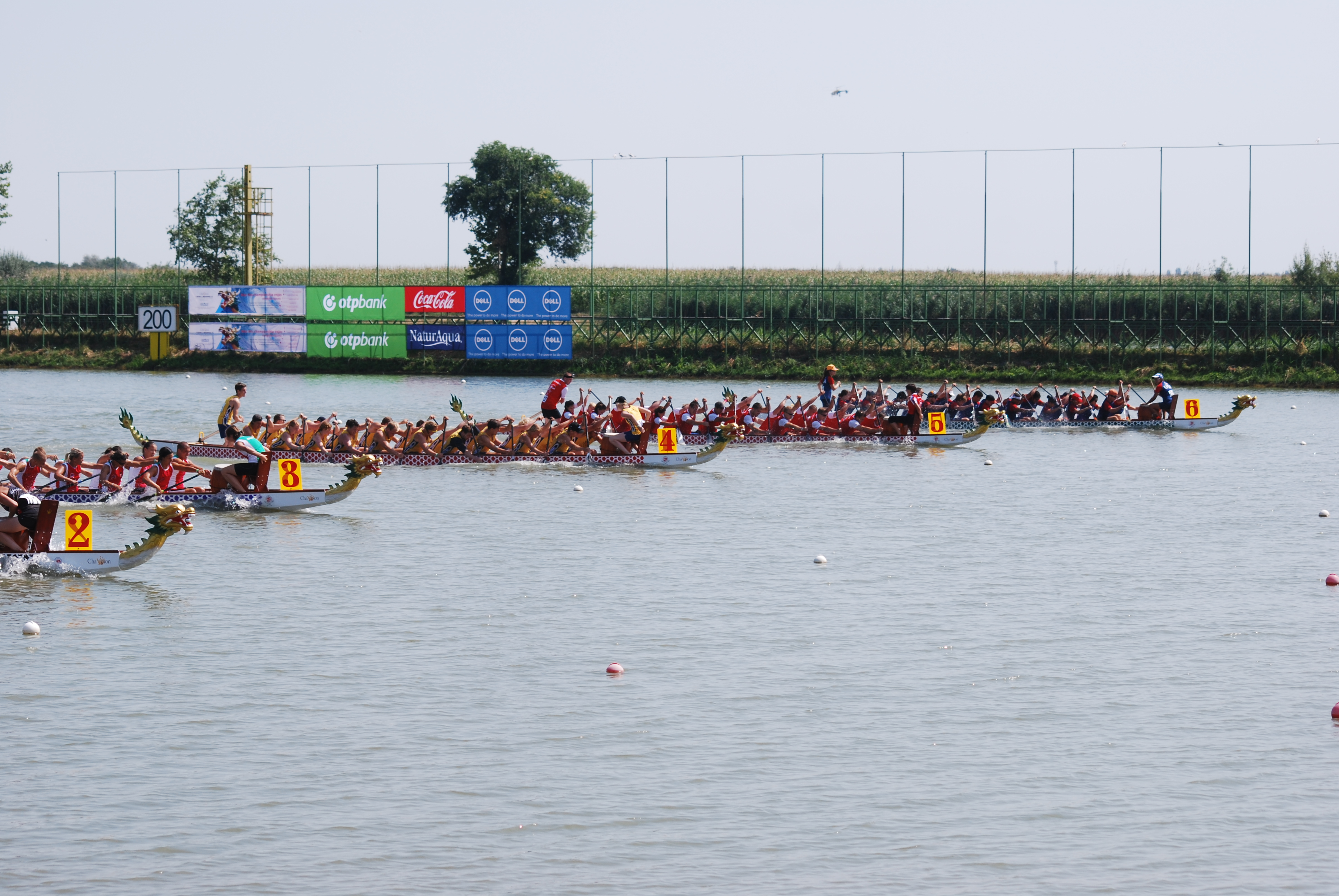
Ett av loppen i U24-klassen 20-manna mixed.

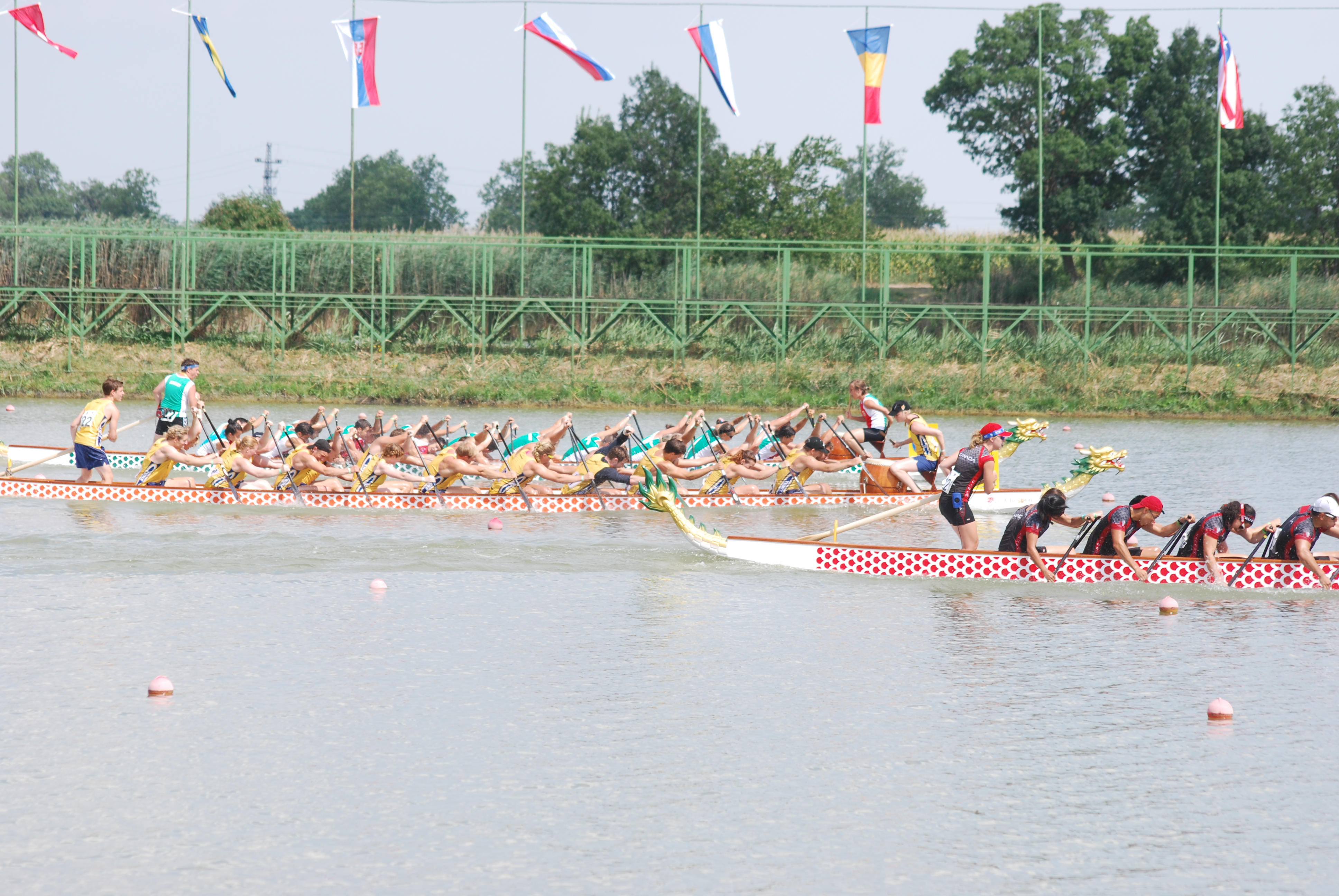
Sverige och Ungern kör jämnt i ett av loppen i U24-klassen.

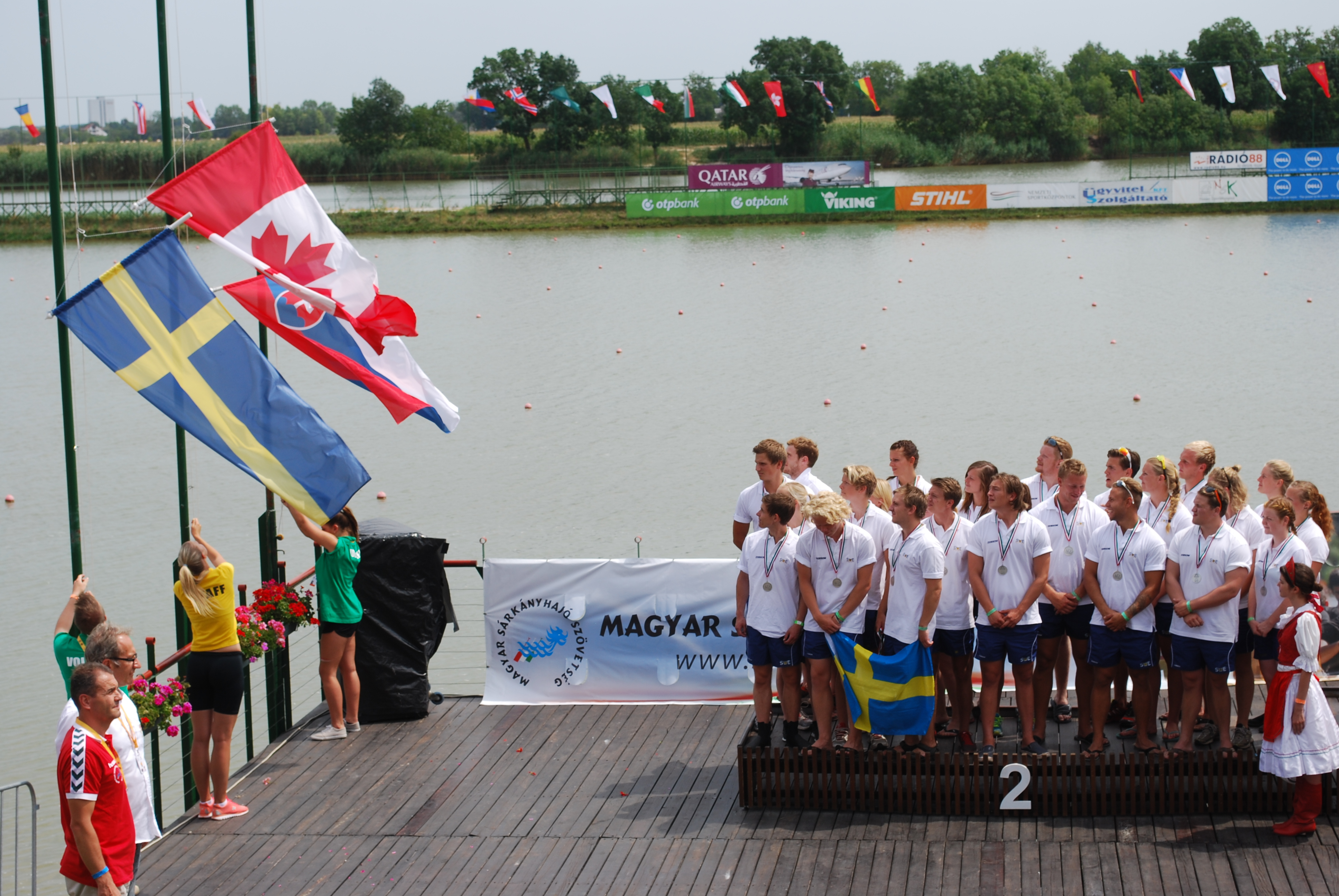
Ett sensationellt svenskt silver i U24-klassen på 1 000 meter i 20-manna mixed.

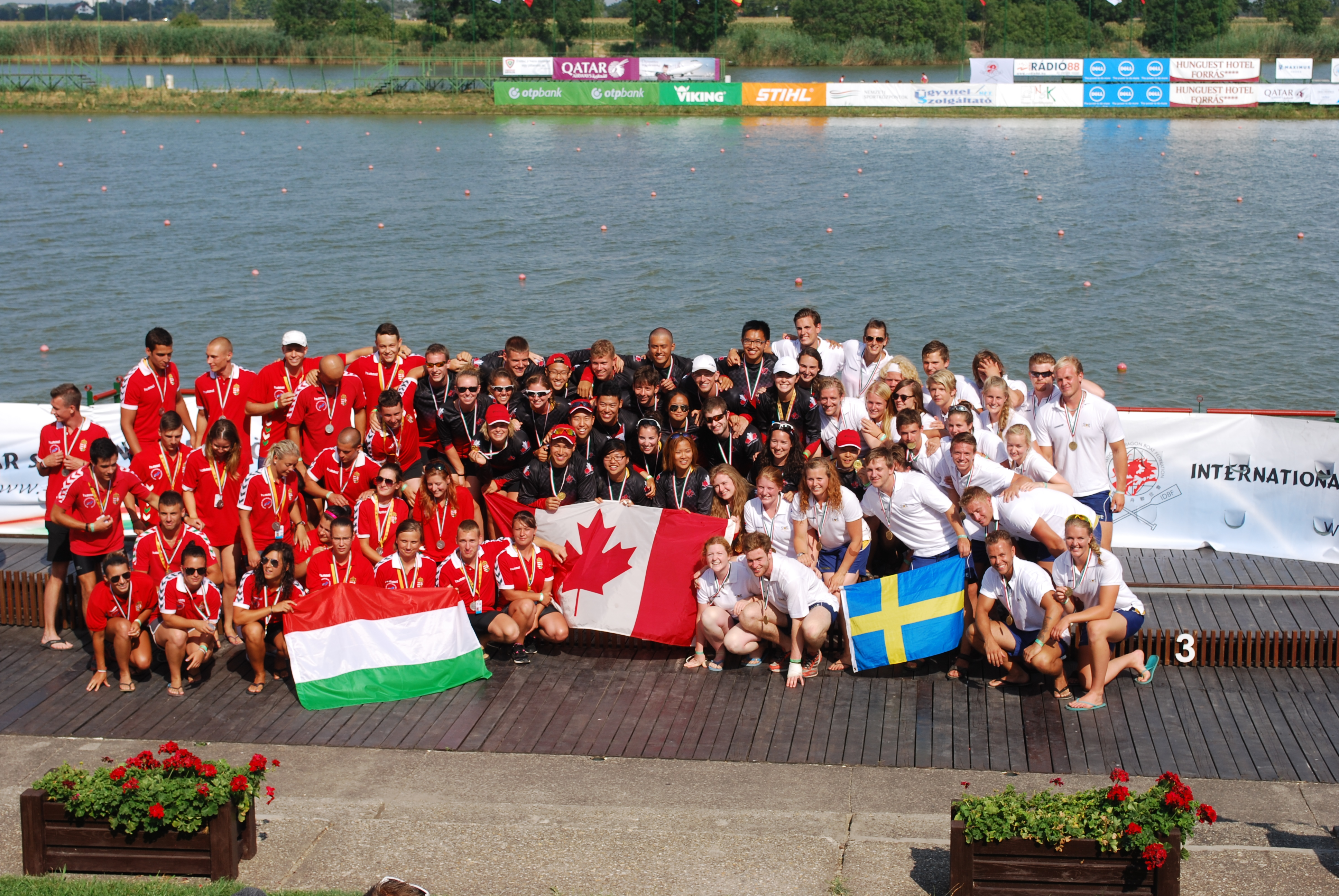
Kanada vann flest guldmedaljer av alla länder.

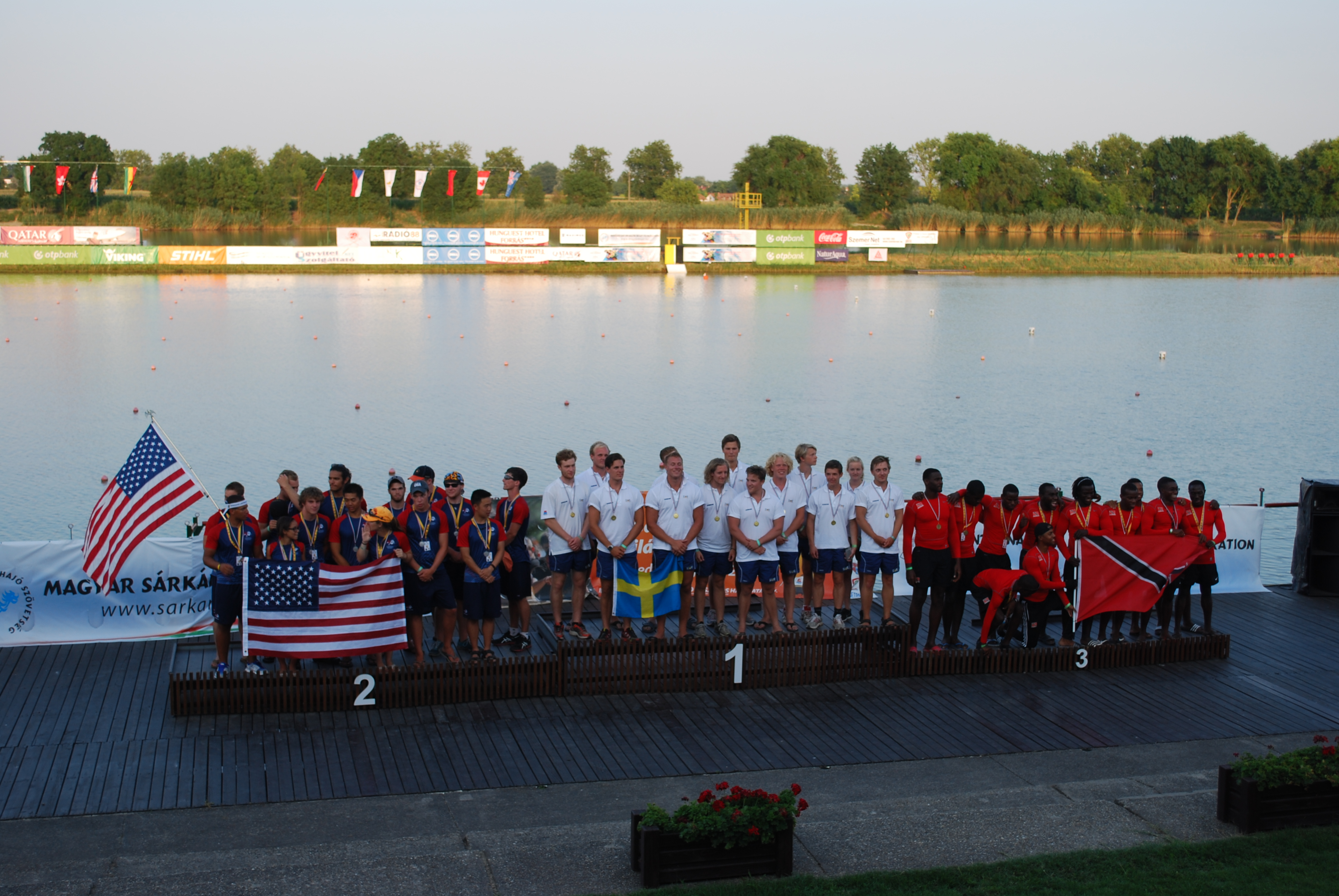
Det första svenska VM-guldet någonsin.

Drakbåts-VM för landslag 2013 anordnades av IDBF i Szeged i Ungern den 24–28 juli. Över 3 000 tävlande deltog och 28 nationer var representerade under tävlingarna (även Senegal och Ghana var anmälda men kom aldrig till start). Distanserna var 200 meter, 500 meter, 1 000 meter och 2 000 meter. Det tävlades i både 10-manna- och 20-mannabåtar i dam-, mixed- och open-klasser på junior-, premier- och senior-nivå.

## Medaljtabell
| Pl.    | Nation              | Guld | Silver | Brons | Totalt |
| ------ | ------------------- | ---- | ------ | ----- | ------ |
| 1      | Kanada              | 30   | 14     | 9     | 53     |
| 2      | Kina                | 7    | 7      | 4     | 15     |
| 3      | Australien          | 6    | 12     | 5     | 23     |
| 4      | Thailand            | 5    | 2      | 0     | 7      |
| 5      | Tyskland            | 4    | 2      | 7     | 13     |
| 6      | Ukraina             | 4    | 1      | 0     | 5      |
| 7      | Ryssland            | 3    | 1      | 3     | 7      |
| 8      | Taiwan              | 3    | 1      | 2     | 6      |
| 9      | USA                 | 2    | 12     | 15    | 29     |
| 10     | Ungern              | 2    | 5      | 7     | 14     |
| 11     | Storbritannien      | 2    | 2      | 4     | 8      |
| 12     | Sverige             | 1    | 1      | 1     | 3      |
| 13     | Slovakien           | 0    | 4      | 1     | 5      |
| 14     | Tjeckien            | 0    | 2      | 3     | 5      |
| 15     | Filippinerna        | 0    | 2      | 2     | 4      |
| 16     | Polen               | 0    | 1      | 1     | 2      |
| 17     | Hongkong            | 0    | 0      | 2     | 2      |
| 17     | Puerto Rico         | 0    | 0      | 2     | 2      |
| 18     | Trinidad och Tobago | 0    | 0      | 1     | 1      |
| NP     | Italien             | 0    | 0      | 0     | 0      |
| NP     | Norge               | 0    | 0      | 0     | 0      |
| NP     | Schweiz             | 0    | 0      | 0     | 0      |
| NP     | Iran                | 0    | 0      | 0     | 0      |
| NP     | Cypern              | 0    | 0      | 0     | 0      |
| NP     | Rumänien            | 0    | 0      | 0     | 0      |
| NP     | Serbien             | 0    | 0      | 0     | 0      |
| NP     | Japan               | 0    | 0      | 0     | 0      |
| NP     | Macau               | 0    | 0      | 0     | 0      |
| Totalt | Totalt              | 69   | 69     | 69    | 207    |

## Medaljsammanfattning 20-manna

### Premier
| Klass                  | Guld     | Silver       | Brons        |
| 200m, premier herrar   | Kina     | Kanada       | Taiwan       |
| 500m, premier herrar   | Kina     | Tyskland     | Kanada       |
| 1 000m, premier herrar | Tyskland | Tjeckien     | USA          |
| 2 000m, premier herrar | Kanada   | USA          | Kina         |
| 200m, premier damer    | Kanada   | Kina         | Tyskland     |
| 500m, premier damer    | Kanada   | Kina         | USA          |
| 1 000m, premier damer  | Thailand | Kina         | Kanada       |
| 2 000m, premier damer  | Kanada   | Kina         | USA          |
| 200m, premier mixed    | Kina     | Kanada       | Filippinerna |
| 500m, premier mixed    | Kina     | Filippinerna | Kanada       |
| 1 000m, premier mixed  | USA      | Kanada       | Kina         |
| 2 000m, premier mixed  | Kanada   | USA          | Ungern       |

### Junior A
| Klass                   | Guld   | Silver     | Brons      |
| 200m, junior A herrar   | Kanada | Kina       | Ungern     |
| 500m, junior A herrar   | Kina   | Kanada     | Ungern     |
| 1 000m, junior A herrar | Kanada | Kina       | Ungern     |
| 2 000m, junior A herrar | Kina   | Kanada     | Australien |
| 200m, junior A damer    | Kanada | Ungern     | Tjeckien   |
| 500m, junior A damer    | Kanada | Ungern     | Tjeckien   |
| 2 000m, junior A damer  | Kanada | Australien | Ungern     |
| 200m, junior A mixed    | Kanada | Ungern     | Kina       |
| 500m, junior A mixed    | Kanada | Ungern     | Kina       |
| 1 000m, junior A mixed  | Kina   | Tjeckien   | Australien |
| 2 000m, junior A mixed  | Ungern | Kina       | Kanada     |

### U24
| Klass              | Guld   | Silver    | Brons     |
| 200m, U24 herrar   | Kanada | Ungern    | Slovakien |
| 500m, U24 herrar   | Kanada | Ungern    | Slovakien |
| 1 000m, U24 herrar | Kanada | Ungern    | Slovakien |
| 2 000m, U24 herrar | Kanada | Ungern    | Slovakien |
| 200m, U24 mixed    | Kanada | Slovakien | Hongkong  |
| 500m, U24 mixed    | Kanada | Ungern    | Sverige   |
| 1 000m, U24 mixed  | Kanada | Sverige   | Slovakien |
| 2 000m, U24 mixed  | Kanada | Ungern    | USA       |

### Senior A
| Klass                   | Guld     | Silver     | Brons      |
| 200m, senior A herrar   | Tyskland | Polen      | Kanada     |
| 500m, senior A herrar   | Tyskland | Kanada     | Ungern     |
| 1 000m, senior A herrar | Tyskland | Ukraina    | Tjeckien   |
| 2 000m, senior A herrar | Ungern   | Kanada     | USA        |
| 200m, senior A damer    | Kanada   | USA        | Australien |
| 500m, senior A damer    | Kanada   | Australien | USA        |
| 1 000m, senior A damer  | Kanada   | Australien | USA        |
| 2 000m, senior A damer  | Kanada   | USA        | Tyskland   |
| 200m, senior A mixed    | Kanada   | Australien | USA        |
| 500m, senior A mixed    | Kanada   | USA        | Ungern     |
| 1 000m, senior A mixed  | USA      | Tyskland   | Kanada     |
| 2 000m, senior A mixed  | Kanada   | USA        | Tyskland   |

### Senior B
| Klass                   | Guld    | Silver         | Brons          |
| 200m, senior B herrar   | Ukraina | Storbritannien | Kanada         |
| 500m, senior B herrar   | Ukraina | Kanada         | Storbritannien |
| 1 000m, senior B herrar | Ukraina | Ryssland       | Kanada         |
| 2 000m, senior B herrar | Ukraina | Kanada         | Storbritannien |
| 200m, senior B damer    | Kanada  | Australien     | USA            |
| 500m, senior B damer    | Kanada  | USA            | Australien     |
| 1 000m, senior B damer  | Kanada  | Australien     | USA            |
| 2 000m, senior B damer  | Kanada  | USA            | Tjeckien       |
| 200m, senior B mixed    | Kanada  | USA            | Tyskland       |
| 500m, senior B mixed    | Kanada  | USA            | Tyskland       |
| 1 000m, senior B mixed  | Kanada  | USA            | Australien     |
| 2 000m, senior B mixed  | Kanada  | USA            | Tyskland       |

### Senior C
| Klass                   | Guld       | Silver     | Brons    |
| 200m, senior C herrar   | Australien | Kanada     | USA      |
| 500m, senior C herrar   | Australien | Kanada     | USA      |
| 2 000m, senior C herrar | Australien | Kanada     | Tjeckien |
| 200m, senior C damer    | Kanada     | Australien | USA      |
| 500m, senior C damer    | Australien | Kanada     | USA      |
| 2 000m, senior C damer  | Kanada     | Australien | USA      |
| 200m, senior C mixed    | Kanada     | Australien | USA      |
| 500m, senior C mixed    | Kanada     | Australien | USA      |
| 2 000m, senior C mixed  | Australien | Kanada     | Tjeckien |

## Medaljsammanfattning 10-manna

### Premier
| Klass                  | Guld     | Silver         | Brons        |
| 200m, premier herrar   | Ryssland | Australien     | Hongkong     |
| 500m, premier herrar   | Taiwan   | Australien     | Ryssland     |
| 2 000m, premier herrar | Ryssland | Storbritannien | Polen        |
| 200m, premier damer    | Thailand | Filippinerna   | Taiwan       |
| 500m, premier damer    | Thailand | Taiwan         | Filippinerna |
| 200m, premier mixed    | Taiwan   | Thailand       | Ryssland     |
| 500m, premier mixed    | Taiwan   | Thailand       | Ryssland     |

### Junior A
| Klass                 | Guld       | Silver     | Brons               |
| 200m, junior A herrar | Thailand   | Australien | Tyskland            |
| 500m, junior A herrar | Thailand   | Australien | Storbritannien      |
| 200m, junior A mixed  | Australien | Polen      | Trinidad och Tobago |
| 500m, junior A mixed  | Australien | Polen      | Trinidad och Tobago |

### Junior B
| Klass                | Guld       | Silver | Brons  |
| 200m, junior B mixed | Australien | Kanada | Ungern |
| 500m, junior B mixed | Australien | Kanada | Ungern |

### U24
| Klass            | Guld       | Silver | Brons               |
| 200m, U24 herrar | Sverige    | USA    | Trinidad och Tobago |
| 200m, U24 damer  | Australien | Kanada | USA                 |
| 500m, U24 damer  | Australien | Ungern | Kanada              |

### Senior A
| Klass                 | Guld           | Silver    | Brons          |
| 200m, senior A herrar | Storbritannien | Slovakien | Rumänien       |
| 500m, senior A herrar | Ryssland       | Slovakien | Storbritannien |
| 200m, senior A damer  | Storbritannien | Slovakien | Puerto Rico    |
| 500m, senior A damer  | Storbritannien | Slovakien | Puerto Rico    |
| 200m, senior A mixed  | Ryssland       | Italien   | Cypern         |
| 500m, senior A mixed  | Ryssland       | Italien   | Cypern         |

### Senior B
| Klass                   | Guld       | Silver     | Brons   |
| 200m, senior B herrar   | Australien | Ryssland   | Italien |
| 500m, senior B herrar   | Ryssland   | Australien | Italien |
| 2 000m, senior B herrar | Australien | Ryssland   | Italien |
| 200m, senior B damer    | Ungern     | Tyskland   | Italien |
| 500m, senior B damer    | Tyskland   | Ungern     | Italien |